# Yannick Bapupa
Ngabu Yannick Bapupa (Kinshasa, Zaire, actual República Democrática del Congo, 21 de enero de 1982) y es un futbolista congoleño. Juega de mediocampista y su equipo actual es el Väsby United de la Division 1 Norra de Suecia.
Pese a ser congoleño (por haber nacido en ese país), ha hecho toda su carrera en Suecia, donde ha jugado hasta ahora en 5 clubes.

## Clubes
| Club           | País   | Año         |
| -------------- | ------ | ----------- |
| Djurgårdens IF | Suecia | 2002 - 2004 |
| Åtvidabergs FF | Suecia | 2005        |
| Gefle IF       | Suecia | 2006 - 2009 |
| Kalmar FF      | Suecia | 2010        |
| Väsby United   | Suecia | 2012        |
| AFC United     | Suecia | 2013        |